# Jewett (Illinois)
Pour les articles homonymes, voir Jewett.
Jewett est un village du comté de Cumberland dans l'Illinois, aux États-Unis,. Il est situé le long de l'U.S. Route 40, qui conduit à 8 km, au nord-est, à Greenup et à 13 km, au sud-ouest, à Montrose. L'Interstate 70 passe aussi au nord du village et conduit, également, à ces municipalités. Jewett est incorporé le 6 novembre 1901.

## Source de la traduction
- (en) Cet article est partiellement ou en totalité issu de l’article de Wikipédia en anglais intitulé « Jewett, Illinois » (voir la liste des auteurs).